# Kathleen McGahey
Kathleen „Kathy“ Ann McGahey, nach Heirat Kathleen Ann Heinzler, (* 5. März 1960 in Philadelphia, Pennsylvania) ist eine ehemalige Hockey-Spielerin aus den Vereinigten Staaten. Sie gewann 1984 eine olympische Bronzemedaille.

## Leben
Kathleen McGahey studierte am LaSalle-College und graduierte dort 1982 in Psychologie. Zuvor spielte sie im Collegeteam Hockey und Softball und erreichte in beiden Sportarten die Endrunde der College-Meisterschaften. Im Hockey verpasste sie die Teilnahme an den Olympischen Spielen 1980 wegen des Olympiaboykotts. Bei der Weltmeisterschaft 1983 belegte sie mit dem US-Team den sechsten Platz.
1984 war sie Mitglied der Damen-Hockeynationalmannschaft der Vereinigten Staaten bei den Olympischen Spielen in Los Angeles. Dort trafen in der Gruppenphase alle sechs teilnehmenden Teams aufeinander. Es siegten die Niederländerinnen vor den Deutschen. Dahinter lagen die Mannschaft der Vereinigten Staaten, die Australierinnen und die Kanadierinnen punktgleich. Während die Kanadierinnen ein negatives Torverhältnis hatten, lagen auch hier das US-Team und die Australierinnen gleichauf. Die beiden Teams trugen deshalb 15 Minuten nach dem Ende des letzten Spiels ein Siebenmeterschießen um die Bronzemedaille aus, das die Amerikanerinnen mit 10:5 gewannen. McGahey wirkte in allen Spielen mit, beim abschließenden Siebenmeterschießen gehörte sie nicht zu den fünf Schützinnen.
Sie zog später mit ihrem Mann nach Kalifornien, ihre Tochter spielte Fußball im Team der University of Arizona.